# フランチェスコ・ピサーノ
フランチェスコ・ピサーノ（Francesco Pisano, 1986年4月29日- ）は、イタリア・サルディーニャ州カリアリ出身の元サッカー選手。現役時代のポジションはDF（右サイドバック）。

## 経歴

### クラブ
地元のクラブであるカリアリ・カルチョ出身。2004年に18歳でトップチームデビューして以来、10年以上プレーした。2009年4月のSSCナポリ戦では22歳にしてキャプテンマークを巻くなど、将来のキャプテン候補として期待されている。
2013年2月1日、ASローマ戦でセリエA初ゴールを挙げた。
2014-15シーズン限りでカリアリを退団。2015年8月20日、チャンピオンシップのボルトン・ワンダラーズFCに2年契約で移籍した。翌シーズン後半はセリエBのUSアヴェッリーノ1912に期限付き移籍で母国に復帰し、2016-17シーズンからレガ・プロのオルビア・カルチョ1905に1年契約で完全移籍した。

### 代表
2006年からピエルルイジ・カジラギ監督が率いるU-21イタリア代表に招集され、2009年のUEFA U-21欧州選手権のメンバーにも名を連ねた。

## 所属クラブ
- カリアリ・カルチョ 2004-2015
- ボルトン・ワンダラーズFC 2015-2016

→  USアヴェッリーノ1912 2016 (loan)
- オルビア・カルチョ1905 2016-2022